# Čelarevo

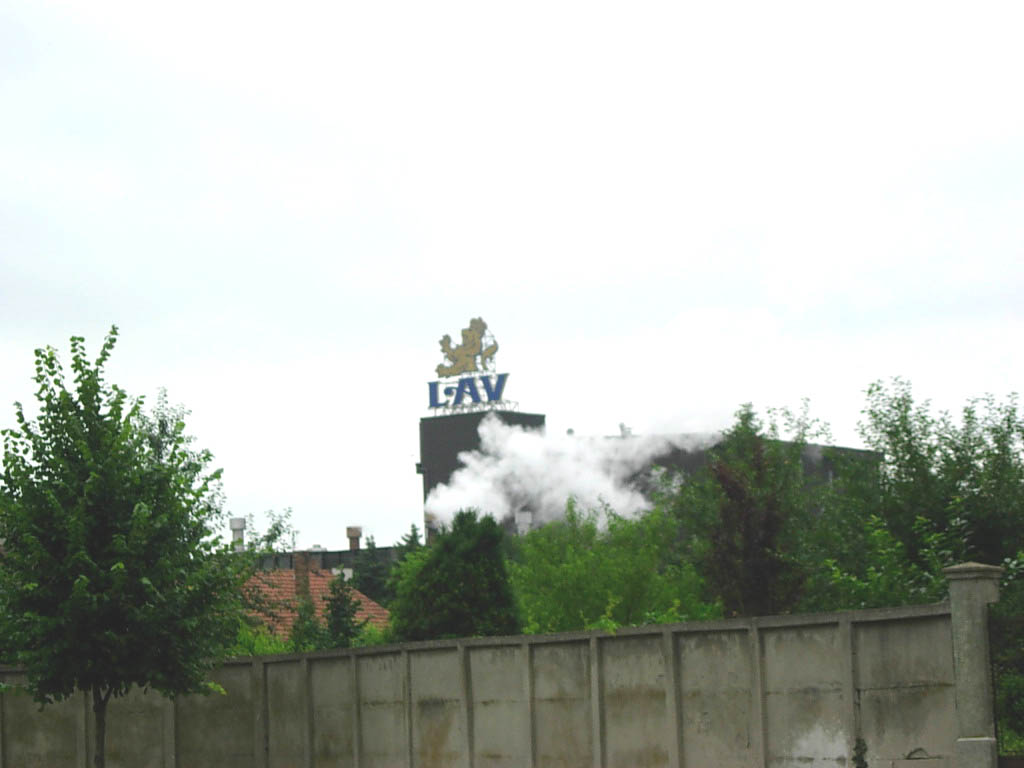
Ölbryggeriet i Čelarevo

Čelarevo (kyrilliska: Челарево) är en by i regionen Bačka i den serbiska provinsen Vojvodina. Byn ligger i Bačka Palankas kommun och har 5 432 invånare (2002). Majoriteten är serber.
Byn är känd för sitt ölbryggeri där ölen "Lav pivo" tillverkas. Bryggeriet tillhör Carlsberg.